# Свинківка
Свинківка  — річка в Україні, в межах Чутівського та Полтавського районів Полтавської області. Права притока Коломаку (басейн Дніпра). 

## Основні характеристики
Довжина річки 59 км, площа басейну 321 км². Долина трапецієподібна, завширшки до 1,5 км, завглибшки до 40 м. Заплава двобічна, завширшки до 200 м. Річище звивисте, пересічна його ширина 5 м, у маловодні роки на значній протяжності пересихає. Похил річки 1,3 м/км. Боліт — 5,3 км². Живлення — снігове й дощове. Замерзає в кінці листопаду, скресає у березні. Споруджено ставки.

## Географія протікання і населені пункти
Річка бере початок біля села Филенкове. Тече спершу на південний захід, у середній течії — на захід, у пониззі — на південь. Впадає до Коломаку на захід від села Ковалівки, що на північний схід від Полтави. 
На берегах Свинківки розташовані села: Первозванівка, Нова Кочубеївка, Рунівщина, Кованьківка, Новоселівка.
Притоки: Балка Бедрата

## Цікаві факти
В басейні Свинківки виявлено поселення бронзової доби (I тис. до н. е.).

## Фото

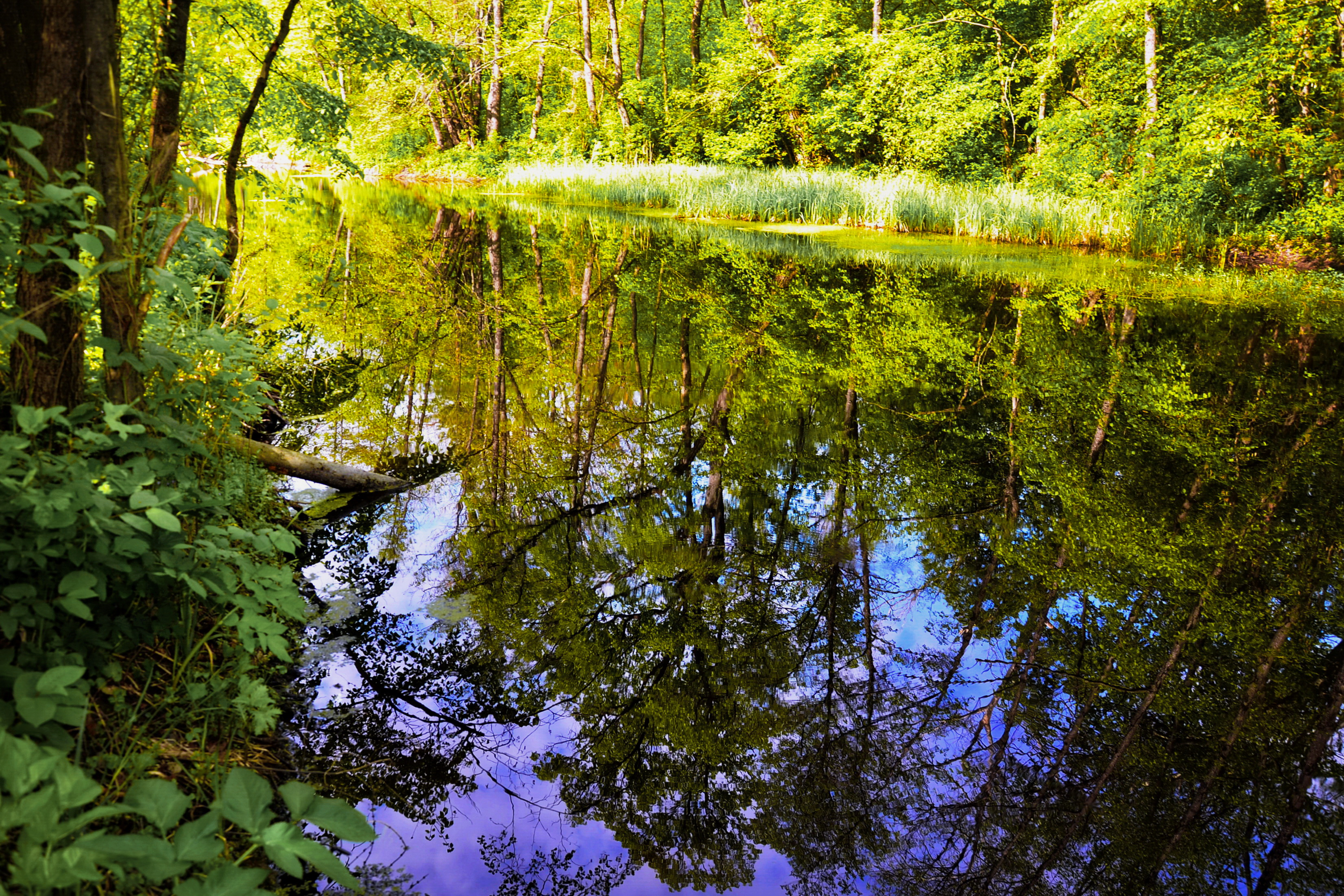
Весна на р. Сви́нківка
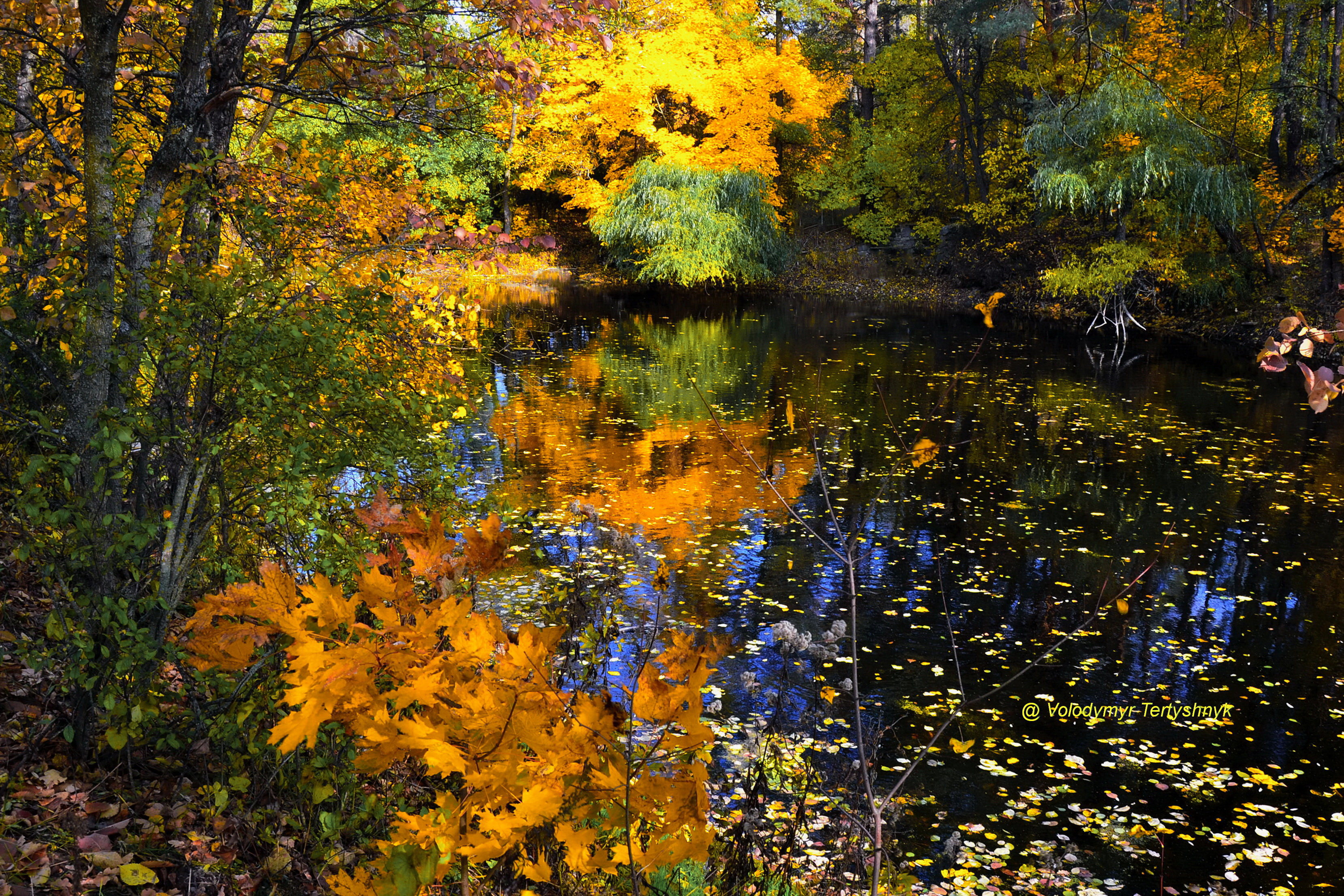
Жовтневі береги Свинківки
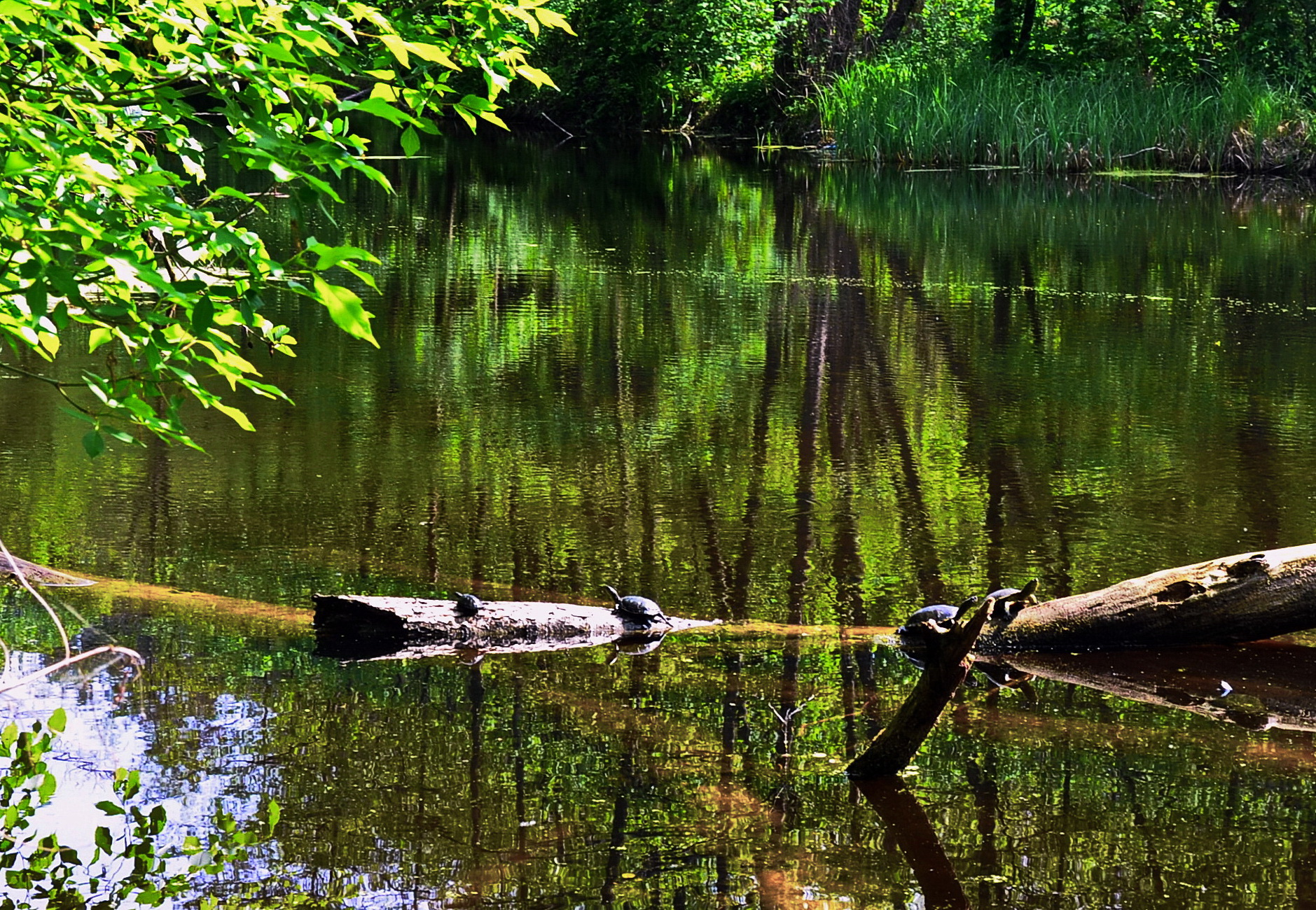
Травень на р. Свинківка.
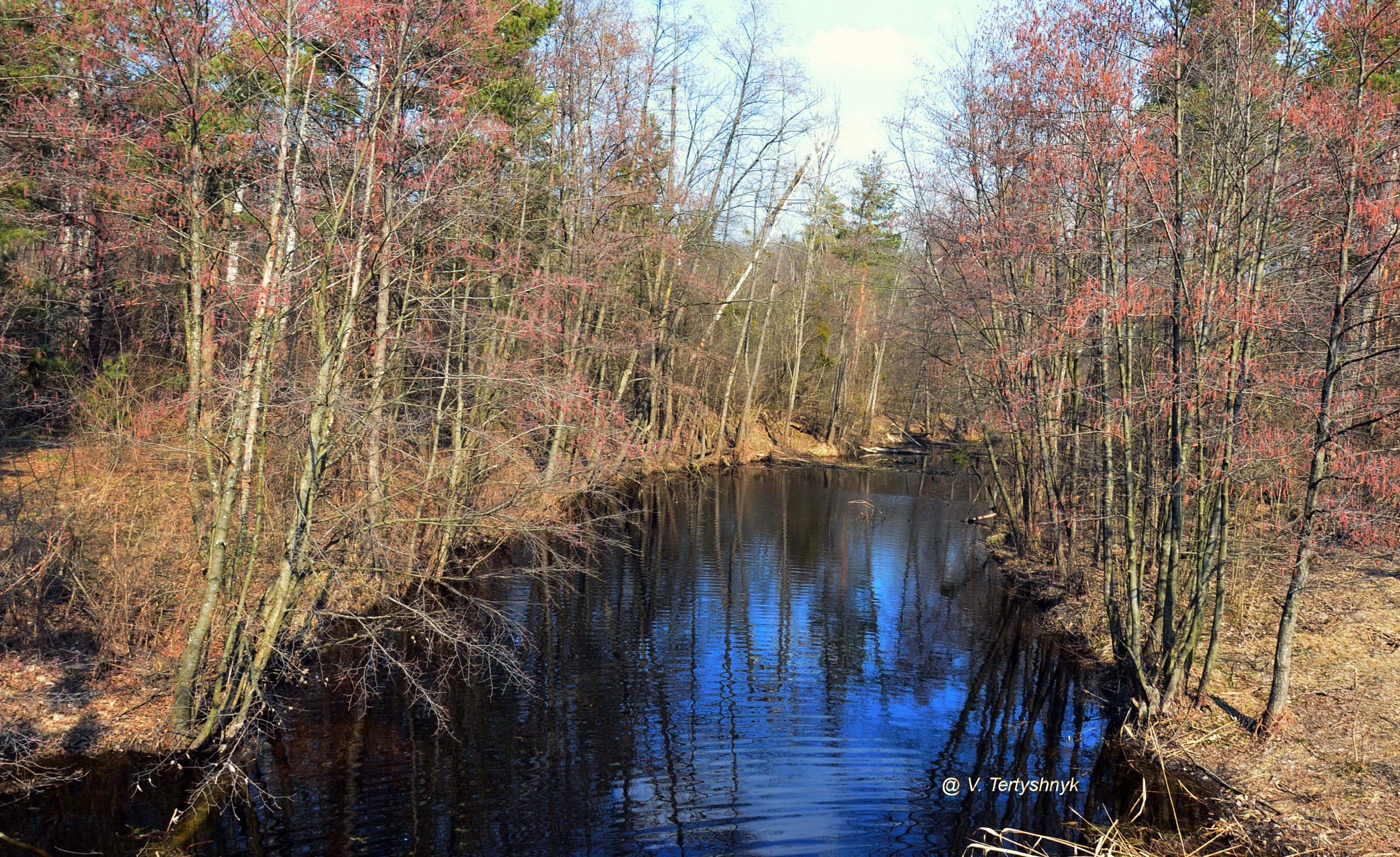
Весна на берегах Свинківки